# Before and after Science
Before and after Science – album studyjny brytyjskiego kompozytora, muzyka i producenta muzycznego Briana Eno z grudnia 1977.
Album ukazał się pierwotnie jako longplay, odtwarzany z prędkością 33 i 1/3 obr./min. Wydanie to zawierało litografie załączone w formie oddzielnych, pełnowymiarowych arkuszy papieru. W późniejszych wydaniach miniatury tych litografii umieszczono na rewersie okładki. Samo nagranie jest podzielone na odrębne gatunkowo strony: A (art rock) i B (ambient).

## Rys kontekstowy
Album ten stanowi czwarty i ostatni w serii tzw. „piosenkowych” albumów solowych Briana Eno: Here Come the Warm Jets (1973), Taking Tiger Mountain (By Strategy) (1974), Another Green World (1975) i Before and after Science (1977). Piosenkowe albumy Briana Eno stanowią osobny gatunek od jego minimalistycznych, instrumentalnych awangardowych albumów muzyki ambient. (Pierwszym i zdaniem krytyków najlepszym minimalistycznym albumem Eno jest Discreet Music z 1975.)
W latach 1977–1979, Brian Eno i David Bowie, pracując w Berlinie, nagrali tzw. „trylogię berlińską”. Albumy te są nominalnie albumami Bowiego: Low (1977), „Heroes” (1977) i Lodger (1979). Ten ostatni, wprawdzie nagrany w Szwajcarii, jest zaliczany jako „berliński”.
Eno również nagrał 2 albumy w latach 1972–1975 z Robertem Frippem, gitarzystą zespołu King Crimson: (No Pussyfooting) (1972-73, nagrany kosztem 14 $ (USD, czyli równowartości taśmy magnetofonowej) i Evening Star (1975). Robert Fripp zrealizował jeden ze swoich najsłynniejszych zaciekłych pasaży solowych w utworze „King’s Lead Hat” na Before and after Science.
30 lat później, recenzent BBC Radia 2 podsumował znaczenie Before and after Science następująco:

„W latach 70. album Before and after Science dostarczył wiernym fanom Briana Eno wybór perfekcyjnie dopracowanych, pamiętnych utworów, jednocześnie stanowiąc odejście artysty od jego eksperymentalnej muzyki ambient, nagranej na jego poprzednim albumie Discreet Music. Before and after Science wysłuchany niemal 30 lat po jego premierze, nadal brzmi świeżo, natomiast wpływu Briana Eno nie sposób zignorować, kiedy to Franz Ferdinand i inni awangardowi muzycy pop przeprowadzają natarcia na listy przebojów."
(ang: In the seventies ‘Before and After Science’ provided Eno’s loyal fans with a selection of perfectly crafted, highly memorable songs and marked a departure from his experimental ambient music heard in his previous album ‘Discreet Music’. But listening to the album nearly thirty years after its release it manages to still sound as fresh and Eno’s influence cannot be ignored as Franz Ferdinand and other Avant-Garde popsters assault the charts.).

## Opis
Album zawiera 8 utworów z wokalem i 2 utwory instrumentalne. Producentami muzycznymi byli tu Brian Eno i Rhett Davies. Produkcja miała miejsce w 1977 w Basing Street Studios w Londynie i w Conny's Studio w Kolonii. Płyta ukazała się nakładem wytwórni płytowej E.G. Records i jest zaliczana do gatunków art rock (strona A) i ambient (strona B). Na oryginalnej płycie gramofonowej jej strona A nosi tytuł Before Science („Przed nastaniem nauki”) i zawiera głośne utwory o szybkim tempie, pełne perkusji, basu i hałasu. Na stronie B, zatytułowanej after Science („po przeminięciu nauki”) znajdują się natomiast utwory instrumentalno-wokalne o wolnym rytmie ambient, łagodne i ciche, utrzymane w klimacie surrealistycznych wizji sennych.
Oprócz 10 utworów muzycznych, wydanie to zawierało 4 litografie wykonane na podstawie akwareli brytyjskiego malarza i grafika Petera Schmidta, załączone w formie oddzielnych, pełnowymiarowych arkuszy papieru. W późniejszych wydaniach miniatury tych litografii umieszczono na rewersie okładki (patrz: galeria w linkach zewnętrznych). Razem z utworami muzycznymi, jest to zestaw 14 prac, zgodnie z podtytułem albumu, Czternaście Obrazów (ang.: Fourteen Pictures). Dopisek Briana Eno do płyty (ang.: liner notes) informuje, że:

„Oprócz naszego wspólnego opracowania tej płyty, Peter i ja od pewnego czasu pracujemy razem, m.in. porównując nasze dociekania i spostrzeżenia. W roku 1975 wydaliśmy w formie pudełka zestaw kart pt. Strategie niejednoznaczne, który szeroko użyliśmy przy tworzeniu tej płyty"
(ang.: Apart from our collaboration on this record, Peter and I have been working together and comparing notes for some time. In 1975 we produced a boxed set or [sic] oracle cards called „Oblique Strategies”, which were used extensively in the making of this record).

Pierwsze wydanie tej płyty gramofonowej zawiera wyryty wewnątrz końcowej pętli rowka zamierzony pierwotnie tytuł, Arcane Benefits of Creed („Ukryte korzyści wyznania”). Jest to jeden z wielu możliwych anagramów tytułu Before and after Science.
Anagramem jest też tytuł piosenki King’s Lead Hat, który jest jednocześnie nazwą nowojorskiego zespołu muzyków z Rhode Island School of Design, Talking Heads. Płytę tego zespołu pod tytułem More Songs About Buildings and Food Eno wyprodukował rok po Before and after Science, w 1978, jako początek kilkuletniego sojuszu artystycznego, który zaowocował ciągiem wpływowych, urozmaiconych i eksperymentalnych nagrań muzyki rockowej. Współpraca ta trwała do 1982. Rewers singla King’s Lead Hat zawiera utwór RAF, który nie wszedł w skład albumu Before and after Science.
Brian Eno nagrał łącznie ponad 120 osobnych utworów przy tworzeniu tego albumu, lecz większość z nich nigdy nie została udostępniona publicznie. Brian Eno tak wyjaśnił powody takiej decyzji:

Jestem bardzo biegły w technologii, zawsze takim byłem, zwłaszcza w odniesieniu do urządzeń i maszyn ogólnie. Nie budzą one we mnie niepokoju, jak to je odbiera wiele osób, lecz są one źródłem świetnej rozrywki i zabaw, niczym zabawki dla dorosłych. Można albo założyć, że technologie sprawują określone funkcje, których to należy się nauczyć, lub postanowić, że stanowią istną czarną skrzynkę, którą to można manipulować dowolnie. To drugie to właśnie moje osobiste nastawienie, co spowodowało, że miałem poważne kłopoty z technikami studyjnymi, ponieważ całe ich przygotowanie polega na nauczaniu się czegoś z funkcjonalnego punktu widzenia, a następnie nauczanie się zastosowania tej funkcji. Toteż postanowiłem sobie już na samym początku, aby nigdy nie zapisać żadnego uzyskanego ustawienia syntezatora, bez względu na to, jak cudny dźwięk udało mi się uzyskać, i nadal trzymam się tej zasady. A to dlatego, że znam siebie na tyle dobrze, żeby wiedzieć, iż gdybym posiadał zasób cudnych dźwięków, zawsze bym je stosował. Nie chciałoby mi się wyszukiwać nowych. W ten sposób zapewniłem sobie świeżość instrumentu. Także pozwoliłem mu na rozregulowanie się, on psuje się i zmienia przez cały czas. Z tego powodu udało się zrobić rzeczy, których nie umiałbym powtórzyć, nawet gdybym tego pragnął.
(ang.: I'm very good with technology, I always have been, and with machines in general. They seem to me not threatening like other people find them, but a source of great fun and amusement, Iike grown up toys really. You can either take the attitude that it has a function and you can learn how to do it, or you can take an attitude that it's just a black box that you can manipulate any way you want. And that's always been the attitude I've taken, which is why I had a lot of trouble with engineers, because their whole background is learning it from a functional point of view, and then learning how to perform that function. So I made a rule very early on, which I've kept to, which was that I would never write down any setting that I got on the synthesizer, no matter how fabulous a sound I got. And the reason for that is that I know myself well enough to know that if I had a stock of fabulous sounds I would just always use them. I wouldn't bother to find new ones. So it was a way of trying to keep the instrument fresh. Also I let it decay, it keeps breaking down and changes all the time. There are a lot of things I've done before that I couldn't even do again if I wanted to.)

## Lista utworów
Wszystkie utwory skomponował Brian Eno, wyjątki opisane.

### Strona A
| 1. | „No One Receiving”                                            | 3:51  |
|    |                                                               |       |
| 2. | „Backwater”                                                   | 3:43  |
|    |                                                               |       |
| 3. | „Kurt's Rejoinder”                                            | 2:53  |
|    |                                                               |       |
| 4. | „Energy Fools the Magician” (aranżacja Percy Jones/Brian Eno) | 2:05  |
|    |                                                               |       |
| 5. | „King’s Lead Hat”                                             | 3:53  |
|    |                                                               |       |
|    |                                                               | 16:25 |
|    |                                                               |       |

### Strona B
| 1. | „Here He Comes”                                                           | 5:40  |
|    |                                                                           |       |
| 2. | „Julie With ...”                                                          | 6:20  |
|    |                                                                           |       |
| 3. | „By This River” (Eno, Hans-Joachim Roedelius, Dieter Moebius)             | 3:03  |
|    |                                                                           |       |
| 4. | „Through Hollow Lands (For Harold Budd)” (aranżacja Fred Frith/Brian Eno) | 3:54  |
|    |                                                                           |       |
| 5. | „Spider and I”                                                            | 4:08  |
|    |                                                                           |       |
|    |                                                                           | 23:05 |
|    |                                                                           |       |
- Źródło:[17]

## Obsada muzyczna i oprawa graficzna

### Obsada według utworu
Kolejność muzyków, ortografia imion i tytułów dokładnie jak na okładce
| 1: „No one receiving"                         | Paul Rudolph                 | gitara basowa i gitara rytmiczna                                                                                 |
| 1: „No one receiving"                         | Phil Collins                 | perkusja (bębny)                                                                                                 |
| 1: „No one receiving"                         | Percy Jones                  | gitara basowa bezprogowa                                                                                         |
| 1: „No one receiving"                         | Rhett Davies                 | (agong-gong and stick) agung: para wielkich drewnianych gongów filipińskich i Chapman stick albo po prostu kijek |
| 1: „No one receiving"                         | Brian Eno                    | (voices) śpiew, syntezatory, pianino, gitara, syntezatory perkusyjne                                             |
| 2: „Backwater"                                | Paul Rudolph                 | (bass) gitara basowa                                                                                             |
| 2: „Backwater"                                | Jaki Liebezeit               | perkusja (bębny)                                                                                                 |
| 2: „Backwater"                                | Brian Eno                    | (voices) śpiew, gitara rytmiczna, instrumenty dęte blaszane, pianino                                             |
| 3: „Kurt's Rejoinder"                         | Dave Mattacks                | perkusja (bębny)                                                                                                 |
| 3: „Kurt's Rejoinder"                         | Percy Jones                  | analogowy delay gitary basowej                                                                                   |
| 3: „Kurt's Rejoinder"                         | Shirley Williams             | brush timbales (kubańskie bębny od merengue)                                                                     |
| 3: „Kurt's Rejoinder"                         | Kurt Schwitters              | (voice (from the Ur Sonata)) śpiew (recytacja dadaistyczna)                                                      |
| 3: „Kurt's Rejoinder"                         | Brian Eno                    | (voice, chorus) śpiew, („jazz” piano) pianino, syntezator                                                        |
| 4: „Energy fools the Magician"                | Fred Frith                   | modified guitar (gitara przetworzona)                                                                            |
| 4: „Energy fools the Magician"                | Phil Collins                 | perkusja (bębny)                                                                                                 |
| 4: „Energy fools the Magician"                | Percy Jones                  | gitara basowa bezprogowa                                                                                         |
| 4: „Energy fools the Magician"                | Brian Eno                    | („chorus”) śpiew, (keyboards) instrumenty klawiszowe, (vibes) wibrafon                                           |
| 5: „King’s Lead Hat"                          | Andy Fraser                  | perkusja (bębny)                                                                                                 |
| 5: „King’s Lead Hat"                          | Paul Rudolph                 | (bass) gitara basowa                                                                                             |
| 5: „King’s Lead Hat"                          | Phil Manzanera               | gitara rytmiczna                                                                                                 |
| 5: „King’s Lead Hat"                          | Robert Fripp                 | solo na gitarze                                                                                                  |
| 5: „King’s Lead Hat"                          | Brian Eno                    | (voices) śpiew, metallics (dźwięki metaliczne), gitary rytmiczne, solo na pianinie                               |
| 6: „Here he comes"                            | Dave Mattacks                | perkusja (bębny)                                                                                                 |
| 6: „Here he comes"                            | Phil Manzanera               | gitara |
| 6: „Here he comes"                            | Paul Rudolph                 | (bases) gitary basowe                                                                                            |
| 6: „Here he comes"                            | Brian Eno                    | (voices) śpiew, syntezatory: Yamaha CS-80 i Moog, pianino                                                        |
| 7: „Julie with..."                            | Paul Rudolph                 | (bass and harmonic bass) gitara basowa i gitara basowa harmonizująca                                             |
| 7: „Julie with..."                            | Brian Eno                    | (voices) śpiew, dzwon(ek), Minimoog, Yamaha CS-80, syntezator EMS Synthi AKS, pianino, gitara                    |
| 8: „By this River"                            | Achim Roedelius              | fortepian i pianina elektryczne                                                                                  |
| 8: „By this River"                            | Möbi Moebius                 | (Bass Fender piano) pianino basowe Bass Fender                                                                   |
| Brian Eno                                     | (voice) śpiew i Yamaha CS-80 | |
| 9: „Through Hollow Lands” „(for Harold Budd)” | Fred Frith                   | cascade guitars (gitary kaskadowe)                                                                               |
| 9: „Through Hollow Lands” „(for Harold Budd)” | Bill MacCormick              | (bass) gitara basowa                                                                                             |
| 9: „Through Hollow Lands” „(for Harold Budd)” | Shirley Williams             | (time) perkusja do taktu                                                                                         |
| 9: „Through Hollow Lands” „(for Harold Budd)” | Brian Eno                    | instrumenty klawiszowe, dzwon(ek), (melody guitar) gitara melodyjna, Moog                                        |
| 10: „Spider and I"                            | Brian Turrington             | gitara basowa |
| 10: „Spider and I"                            | Brian Eno                    | (voices and keyboards) śpiew i instrumenty klawiszowe, EMS Synthi AKS                                            |

- Źródła:
  - opakowanie[19]
  - BEEP Biografie w sieci[20]

### Obsada według muzyka
- Brian Eno – śpiew, syntezatory (Minimoog, EMS Synthi AKS, Yamaha CS-80), gitary, syntezatory perkusyjne, pianina, instrumenty dęte blaszane, wibrafon, metallics (dźwięki metaliczne), dzwony (cowbell, handbell (ręczne), dzwony rurowe)
- Paul Rudolph – gitary basowe, gitara rytmiczna
- Phil Collins – perkusja (bębny)
- Percy Jones – gitara basowa bezprogowa, analogowy delay gitary basowej
- Rhett Davies – agong-gong and stick (agung, para wielkich drewnianych gongów filipińskich i kijek do uderzania, ewentualnie Chapman stick
- Jaki Liebezeit – perkusja (bębny)
- Dave Mattacks – perkusja (bębny)
- Shirley Williams – brush timbales (kubańskie bębny od merengue)
- Kurt Schwitters – śpiew
- Fred Frith – gitary
- Andy Fraser – perkusja (bębny)
- Phil Manzanera – gitary
- Robert Fripp – gitara
- Hans-Joachim Roedelius – pianino
- Dieter Moebius – gitara basowa, pianino
- Bill MacCormick – gitara basowa
- Brian Turrington – gitara basowa

- Źródła:
  - opakowanie[19]
  - dyskografia Freda Fritha[21].

### Opracowanie szaty graficznej
- Peter Schmidt – litografie (rewers okładki)
- Ritva Saarikko – fotografia na awersie okładki
- Brian Eno – projekt okładki
- Cream – rysunek i opracowanie graficzne

- Źródło: opakowanie[22]

## Informacje uzupełniające
- Utwór „Kurt's Rejoinder” zawiera sample artysty nurtu dadaizmu, Kurta Schwittersa. Schwitters wykonuje tu własny utwór Ursonate (niem.: Sonata pierwotna)[17].
- Tytuł utworu „King’s Lead Hat” stanowi anagram nazwy Talking Heads, a piosenka ta jest pastiszem stylu tego zespołu. Zamiarem Briana Eno było nagranie tego utworu z udziałem Talking Heads, jednak do tego nie doszło. Utwór ten posiada dwie inne interpretacje w wykonaniu[18]:
  - grupy Ultravox (wykonanie koncertowe), rewers (B-side) 12-calowej wersji singla „Passing Strangers” z 1980;
  - zespołu The Dirtbombs, jako utwór dodatkowy specjalnego wydania albumu Dangerous Magical Noise z 2003.
- Utwór „Through Hollow Lands” jest zadedykowany kompozytorowi muzyki awangardowej Haroldowi Buddowi[23].
- Muzyk Fred Frith, który uczestniczył w nagraniu i aranżacji, twierdzi w swojej własnej dyskografii[21], że muzyk określony w obsadzie jako Shirley Williams to pseudonim Roberta Wyatta. Robert Wyatt z kolei potwierdził to samemu w dokumencie BBC Radio 2 wyemitowanym w 2003 pt. „A Quantity of Stuff – The Brian Eno Story”.
- Utwór „By This River” został użyty w ścieżkach dźwiękowych zarówno włoskiego filmu pt. La Stanza del Figlio jak i meksykańskiego pt. Y Tu Mama Tambien[24].
- Martin Gore z Depeche Mode wykonał interpretację utworu „By This River”. Nagranie to, wykonane w 2003, widnieje w jego albumie solowym Counterfeit²[24].
- Utwór „By This River” stał się przedmiotem samplingu undergroundowego hip-hopowego zespołu z USA (z Wybrzeża Pacyfiku), The Living Legends. Sample ten tworzy tło utworu „Never Fallin'” w albumie Classic, wydanym w 2005[25].

## Historia wydań
| Rok  | Typ | Wytwórnia         | Nr katalogowy |
| ---- | --- | ----------------- | ------------- |
| 1977 | LP  | E.G. Records      | 1513          |
| 1977 | LP  | Polydor           | 2310 547      |
| 1978 | LP  | Island            | IPS-9478      |
|      | CD  | Plan 9/Caroline   | 1513          |
| 1986 | CD  | Virgin            | 32            |
| 1990 | CS  | E.G. Records      | EGMC-32       |
| 1990 | CS  | Virgin            | EGCD-32       |
| 2004 | CD  | Virgin            | 77292         |
| 2004 | CD  | Major Bill        | 68659         |
| 2004 | CD  | Toshiba EMI Japan | 68659         |
| 2008 | CD  | CRC               | 170292        |

- Źródło:[17]

## Notowania sprzedaży
| Państwo           | Lista (1978) | Najwyższa pozycja |
| ----------------- | ------------ | ----------------- |
| Stany Zjednoczone | Pop Albums   | 171               |